# Выделительная система
Выдели́тельная, или экскрето́рная система в биологии — совокупность органов, выводящих из организма избыток воды, продукты обмена веществ, соли, а также ядовитые вещества, попавшие в организм или образовавшиеся в нём.
У протистов легкорастворимые экскреты выводятся в окружающую среду путём диффузии или с помощью сократительных вакуолей, выполняющих функцию осморегуляции. Отделение от цитоплазмы выделяемой жидкости происходит в спонгиоме — сложной системе мембранных пузырьков или каналов.
У ряда низших многоклеточных продукты обмена диффундируют через поверхность тела и стенки полостей, связанных с окружающей средой. Кроме того, в клетках пресноводных губок и гидр присутствуют вакуоли, которые участвуют в накоплении и выведении экскретов.
У большинства многоклеточных есть специальные органы выделения — протонефридии, метанефридии, целомодукты, нефромиксии, почки, — которые обеспечивают выведение из организма вредных продуктов обмена веществ.
К органам выделения относят также т. н. «почки накопления» — клетки или ткани, которые накапливают вредные вещества, обычно переводя их в нерастворимую форму.
В функции выделения могут участвовать также отдельные клетки (например, фагоциты), которые способны покидать организм, и органы других систем (лёгкие, кожа и т. п.).